# 1226
Il 1226 (MCCXXVI in numeri romani) è un anno  del XIII secolo.

## Eventi
- Federico II di Svevia riconosce Pontremoli come città libera.
- 29 Novembre: Luigi IX Il Santo viene incoronato re di Francia nella cattedrale di Reims.

## Nati
- 19 gennaio - Bianca di Navarra, principessa († 1283)
- 21 marzo - Carlo I d'Angiò, sovrano francese († 1285)
- 21 giugno - Boleslao V di Polonia, sovrano polacco († 1279)
- 2 novembre - Isabella di Clare, nobile inglese
- Anna d'Ungheria, nobile ungherese
- Barebreo, teologo, storico e vescovo cristiano orientale siro († 1286)
- Angelo Conti, religioso italiano († 1312)
- Gertrude di Babenberg, nobile austriaca († 1288)
- 'Ata Malik Juwayni, politico persiano († 1283)
- Amato Ronconi, religioso italiano († 1292)
- Ulrico di Württemberg, nobile tedesco († 1265)
- Maria di Brabante, nobile tedesca († 1256)

## Morti
- 22 febbraio - Eleonora d'Aragona, principessa (n. 1182)
- 7 marzo - Guglielmo Longespée, militare britannico
- 10 maggio - Beatrice I d'Este, monaca cristiana italiana
- 5 giugno - Enrico Borwin II di Meclemburgo, principe tedesco
- 2 luglio - Valerano III di Limburgo, conte
- 10 luglio - Al-Zahir, califfo (n. 1175)
- 16 settembre - Pandolfo Verraccio, diplomatico e vescovo cattolico italiano
- 17 settembre - Guglielmo VI del Monferrato, marchese italiano (n. 1173)
- 3 ottobre - Francesco d'Assisi, religioso, mistico e poeta italiano
- 21 ottobre - Guglielmo della Torre, vescovo cattolico italiano
- 8 novembre - Luigi VIII di Francia, re francese (n. 1187)
- 15 novembre - Federico II di Altena, nobile tedesco (n. 1193)
- Ada d'Olanda, nobile (n. 1188)
- Anna di Zähringen, nobile tedesca (n. 1162)
- Joseph ben Judah ben Shimeon, medico e poeta marocchino (n. 1160)
- Falkes de Breaute, condottiero e cavaliere medievale britannico
- Filippo d'Antiochia, re
- Filippo II di Namur, nobile francese (n. 1194)
- Giacomo di Carisio, vescovo cattolico italiano
- Guglielmo il Bretone, scrittore e religioso francese
- Matteo di Costantinopoli, patriarca cattolico italiano
- Sigurd Ribbung, nobile norvegese
- Agostino Tolosano, storico e religioso italiano (n. 1188)
- Bernart Arnaut d'Armagnac, trovatore francese

## Calendario
| Calendario 1226 | Calendario 1226 | Calendario 1226 | Calendario 1226 | Calendario 1226 | Calendario 1226 | Calendario 1226 | Calendario 1226 | Calendario 1226 | Calendario 1226 | Calendario 1226 | Calendario 1226 | Calendario 1226 | Calendario 1226 | Calendario 1226 | Calendario 1226 | Calendario 1226 | Calendario 1226 | Calendario 1226 | Calendario 1226 | Calendario 1226 | Calendario 1226 | Calendario 1226 | Calendario 1226 | Calendario 1226 | Calendario 1226 | Calendario 1226 | Calendario 1226 | Calendario 1226 | Calendario 1226 | Calendario 1226 | Calendario 1226 | Calendario 1226 |
| --------------- | --------------- | --------------- | --------------- | --------------- | --------------- | --------------- | --------------- | --------------- | --------------- | --------------- | --------------- | --------------- | --------------- | --------------- | --------------- | --------------- | --------------- | --------------- | --------------- | --------------- | --------------- | --------------- | --------------- | --------------- | --------------- | --------------- | --------------- | --------------- | --------------- | --------------- | --------------- | --------------- |
|                 | 1               | 2               | 3               | 4               | 5               | 6               | 7               | 8               | 9               | 10              | 11              | 12              | 13              | 14              | 15              | 16              | 17              | 18              | 19              | 20              | 21              | 22              | 23              | 24              | 25              | 26              | 27              | 28              | 29              | 30              | 31              |                 |
| Gennaio         | Gi              | Ve              | Sa              | Do              | Lu              | Ma              | Me              | Gi              | Ve              | Sa              | Do              | Lu              | Ma              | Me              | Gi              | Ve              | Sa              | Do              | Lu              | Ma              | Me              | Gi              | Ve              | Sa              | Do              | Lu              | Ma              | Me              | Gi              | Ve              | Sa              |                 |
| Febbraio        | Do              | Lu              | Ma              | Me              | Gi              | Ve              | Sa              | Do              | Lu              | Ma              | Me              | Gi              | Ve              | Sa              | Do              | Lu              | Ma              | Me              | Gi              | Ve              | Sa              | Do              | Lu              | Ma              | Me              | Gi              | Ve              | Sa              |                 |                 |                 |                 |
| Marzo           | Do              | Lu              | Ma              | Me              | Gi              | Ve              | Sa              | Do              | Lu              | Ma              | Me              | Gi              | Ve              | Sa              | Do              | Lu              | Ma              | Me              | Gi              | Ve              | Sa              | Do              | Lu              | Ma              | Me              | Gi              | Ve              | Sa              | Do              | Lu              | Ma              |                 |
| Aprile          | Me              | Gi              | Ve              | Sa              | Do              | Lu              | Ma              | Me              | Gi              | Ve              | Sa              | Do              | Lu              | Ma              | Me              | Gi              | Ve              | Sa              | Do              | Lu              | Ma              | Me              | Gi              | Ve              | Sa              | Do              | Lu              | Ma              | Me              | Gi              |                 |                 |
| Maggio          | Ve              | Sa              | Do              | Lu              | Ma              | Me              | Gi              | Ve              | Sa              | Do              | Lu              | Ma              | Me              | Gi              | Ve              | Sa              | Do              | Lu              | Ma              | Me              | Gi              | Ve              | Sa              | Do              | Lu              | Ma              | Me              | Gi              | Ve              | Sa              | Do              |                 |
| Giugno          | Lu              | Ma              | Me              | Gi              | Ve              | Sa              | Do              | Lu              | Ma              | Me              | Gi              | Ve              | Sa              | Do              | Lu              | Ma              | Me              | Gi              | Ve              | Sa              | Do              | Lu              | Ma              | Me              | Gi              | Ve              | Sa              | Do              | Lu              | Ma              |                 |                 |
| Luglio          | Me              | Gi              | Ve              | Sa              | Do              | Lu              | Ma              | Me              | Gi              | Ve              | Sa              | Do              | Lu              | Ma              | Me              | Gi              | Ve              | Sa              | Do              | Lu              | Ma              | Me              | Gi              | Ve              | Sa              | Do              | Lu              | Ma              | Me              | Gi              | Ve              |                 |
| Agosto          | Sa              | Do              | Lu              | Ma              | Me              | Gi              | Ve              | Sa              | Do              | Lu              | Ma              | Me              | Gi              | Ve              | Sa              | Do              | Lu              | Ma              | Me              | Gi              | Ve              | Sa              | Do              | Lu              | Ma              | Me              | Gi              | Ve              | Sa              | Do              | Lu              |                 |
| Settembre       | Ma              | Me              | Gi              | Ve              | Sa              | Do              | Lu              | Ma              | Me              | Gi              | Ve              | Sa              | Do              | Lu              | Ma              | Me              | Gi              | Ve              | Sa              | Do              | Lu              | Ma              | Me              | Gi              | Ve              | Sa              | Do              | Lu              | Ma              | Me              |                 |                 |
| Ottobre         | Gi              | Ve              | Sa              | Do              | Lu              | Ma              | Me              | Gi              | Ve              | Sa              | Do              | Lu              | Ma              | Me              | Gi              | Ve              | Sa              | Do              | Lu              | Ma              | Me              | Gi              | Ve              | Sa              | Do              | Lu              | Ma              | Me              | Gi              | Ve              | Sa              |                 |
| Novembre        | Do              | Lu              | Ma              | Me              | Gi              | Ve              | Sa              | Do              | Lu              | Ma              | Me              | Gi              | Ve              | Sa              | Do              | Lu              | Ma              | Me              | Gi              | Ve              | Sa              | Do              | Lu              | Ma              | Me              | Gi              | Ve              | Sa              | Do              | Lu              |                 |                 |
| Dicembre        | Ma              | Me              | Gi              | Ve              | Sa              | Do              | Lu              | Ma              | Me              | Gi              | Ve              | Sa              | Do              | Lu              | Ma              | Me              | Gi              | Ve              | Sa              | Do              | Lu              | Ma              | Me              | Gi              | Ve              | Sa              | Do              | Lu              | Ma              | Me              | Gi              |                 |